# Teresa de Cofrents
Teresa de Cofrents (en castellà i oficialment Teresa de Cofrentes) és un municipi del País Valencià situat a la comarca de la Vall de Cofrents. En 2014 tenia 620 habitants (INE).

## Geografia
El terme municipal, de 113,9 km², està integrat en el massís del Caroig i dona lloc a espais naturals com els avencs de Las Quebradas, entre els barrancs de Carboneras i de l'Argongueña, els paratges del riu Reconque, la rambla de Murell, els alts del Caroig, de Tona, Pino Alto i la Pedriza, i les fonts del Bolo, Las Balsillas, del Bosque, de Velilla o de los Batanes.

## Història
El primer vestigi de població, deixant de banda de l'evidència de presència ibera, és el castell de Teresa, d'origen romà; però no és fins a la dominació musulmana quan es pot parlar d'una veritable població que va pertànyer a les taifes de Xàtiva i de València. No se sap res sobre el moment de l'ocupació cristiana, però sí es coneix que l'any 1319 n'era el propietari l'infant Sanxo, primogènit del rei Alfons de Castella. Ell 26 de maig del 1364 va ser entregat al comte de Dénia i Ribagorça, i posteriorment a Alfons d'Aragó, duc de Gandia. La vila ha sigut important en l'explotació del bestiar llaner, amb el consegüent desenvolupament de la indústria de la llana. Des de llavors, l'evolució demogràfica del municipi marca un retrocés important, amb una disminució de la població al llarg de tot el segle xx. Així, el cens de l'any 1910 comptabilitza 2.080 habitants, i en el de 1920 es reflectix una baixada de fins a 1.849 persones, degut a la passa de grip del 1918. A partir de 1960 es produí un èxode de població cap a les zones industrials de València i Barcelona.

## Demografia
| 787 | 757 | 758 | 751 | 728 | 695 | 678 | 661 | 697 | 698 |

## Política i govern

### Composició de la Corporació Municipal
El Ple de l'Ajuntament està format per 7 regidors. En les eleccions municipals de 26 de maig de 2019 foren elegits 5 regidors del Partit Socialista del País Valencià (PSPV-PSOE) i 2 del Partit Popular (PP).
| Eleccions municipals de 26 de maig de 2019 - Teresa de Cofrents                                                                |                                          |                                     |                                     |      |          |          |
| Candidatura | Candidatura                              | Candidatura                         | Cap de llista                       | Vots | Vots     | Regidors |
| | Partit Socialista del País Valencià-PSOE |                                     | Francisco Cebrián Gómez             | 277  | 62,39%   | 5 (+1)   |
| | Partit Popular                           |                                     | Isabel Fernández Villodre           | 163  | 36,71%   | 2 (-1)   |
| | Vots en blanc                            |                                     |                                     | 4    | 0,90%    |          |
| Total vots vàlids i regidors                                                                                                   | Total vots vàlids i regidors             | Total vots vàlids i regidors        | Total vots vàlids i regidors        | 444  | 100 %    | 7        |
| | Vots nuls                                | Vots nuls                           | Vots nuls                           | 13   | 2,84%    |          |
| Participació (vots vàlids més nuls)                                                                                            | Participació (vots vàlids més nuls)      | Participació (vots vàlids més nuls) | Participació (vots vàlids més nuls) | 457  | 87,21%** |          |
| Abstenció | Abstenció                                | Abstenció                           | Abstenció                           | 67*  | 12,79%** |          |
| Total cens electoral | Total cens electoral                     | Total cens electoral                | Total cens electoral                | 524* | 100 %**  |          |
| Alcalde: Francisco Cebrián Gómez (PSPV) (15/06/2019) Per majoria absoluta dels vots dels regidors                              |                                          |                                     |                                     |      |          |          |
| Fonts: JEC, JEZ Requena, M. Interior, Periòdic Ara. (* No són vots sinó electors. ** Percentatge respecte del cens electoral.) |                                          |                                     |                                     |      |          |          |

### Alcaldia
Des de 2015 l'alcalde de Teresa de Cofrents és Francisco Cebrián Gómez, del Partit Socialista del País Valencià (PSPV-PSOE).
| Període                       | Alcalde o alcaldessa       | Partit polític | Data de possessió | Observacions |
| ----------------------------- | -------------------------- | -------------- | ----------------- | ------------ |
| 1979–1983                     | Aquilino Gozálvez Gimenez  | UCD            | 19/04/1979        | --           |
| 1983–1987                     | José Teruel Gozálvez       | PSPV-PSOE      | 28/05/1983        | --           |
| 1987–1991                     | José Teruel Gozálvez       | PSPV-PSOE      | 30/06/1987        | --           |
| 1991–1995                     | Victoriano Fuentes Jimenez | PP             | 15/06/1991        | --           |
| 1995–1999                     | Victoriano Fuentes Jimenez | PP             | 17/06/1995        | --           |
| 1999–2003                     | José Gozálvez Piqueras     | PP             | 03/07/1999        | --           |
| 2003–2007                     | José Gozálvez Piqueras     | PP             | 14/06/2003        | --           |
| 2007–2011                     | José Gozálvez Piqueras     | PP             | 16/06/2007        | --           |
| 2011–2015                     | José Gozálvez Piqueras     | PP             | 11/06/2011        | --           |
| 2015–2019                     | Francisco Cebrián Gómez    | PSPV-PSOE      | 13/06/2015        | --           |
| 2019-2023                     | Francisco Cebrián Gómez    | PSPV-PSOE      | 15/06/2019        | --           |
| Des de 2023                   | n/d                        | n/d            | 17/06/2023        | --           |
| Fonts: Generalitat Valenciana |                            |                |                   |              |

## Economia
La seua economia és bàsicament agrícola, encara que amb un passat de cert auge industrial. La superfície conreada amb prou feines arriba al 15,6% del total municipal, quedant la resta poblada per pins, carrasca i romanís. Hi destaquen els conreus de bresquilles, pomeres, dacsa, alfals, olivera, ametler, cereals i raïm. El cultiu de major superfície és el de cereals i vinyers. Així mateix, abunda també la ramaderia (cabres i ovelles) i les abelles per a l'extracció de la mel.

## Llocs d'interés
L'església de l'Assumpció, bastida en 1636 sobre la mesquita àrab conté un interessant retaule dedicat a Sant Blai; ha estat restaurada en 1997. No és l'únic monument que hi trobarem, també hi ha:
- Castell de Teresa de Cofrents. Només en queden unes restes escasses.
- Castell de Palaz.
- Ermita de la Santa Creu. De 1760.
- Ermita de Sant Apolinar. Aixecada en 1702, dona accés al cementeri, de 1816.

## Festes
Les festes patronals cauen entre el segon i tercer cap de setmana d'agost, i estan dedicades a la Verge de l'Assumpció.

## Personatges destacats
- Daniel Torres (1958), dibuixant de còmics.